# Magnus Johansen
Magnus Andre Johansen (Hammerfest, 11 febbraio 1983) è un giocatore di calcio a 5 e calciatore norvegese, intermedio del Solør.

## Carriera
Johansen ha cominciato a giocare per il Solør a partire dal 2004. Precedentemente, era stato in forza al Kristiania Futsal. Dalla stagione 2008-2009, la squadra ha iniziato a militare nella Futsal Eliteserie, campionato riconosciuto dalla Norges Fotballforbund. Il Solør ha militato nella massima divisione fino al termine dell'annata 2013-2014, per poi retrocedere.
Attivo anche nel calcio, ha vestito le maglie di KFUM Oslo e Ballstad, nelle serie minori del campionato norvegese.